# Erling Sverdrup
Erling Sverdrup (* 23. Februar 1917 in Bergen, Norwegen; † 15. März 1994) war ein norwegischer Statistiker und Versicherungsmathematiker.

## Leben
Nach dem Schulabschluss in Oslo im Jahr 1935 nahm er mit Beginn des Zweiten Weltkriegs als Student der Versicherungsmathematik an der Universität Oslo an einem Kurs für Chiffriertechnik teil. Nach dem Überfall der deutschen Wehrmacht auf Norwegen wurde er im April 1940 dem Oberkommando der norwegischen Streitkräfte zugeteilt. Nach der Besetzung Nordnorwegens durch deutsche Truppen verließ Sverderup Norwegen und kam in die USA, wo er in Washington, D.C. mit nur 23 Jahren Leiter einer Chiffrierabteilung wurde. Ab 1942 war er in London für die Freien Norwegischen Streitkräfte tätig. Nachdem Nordnorwegen befreit war, kehrte er in sein Heimatland zurück und wurde dort Leiter des Chiffrierstabs. Nach Kriegsende war er für kurze Zeit im Rang eines Hauptmanns Leiter des zentralen Chiffrierbüros des norwegischen Verteidigungsministeriums.
Nach seinem Abschluss als Aktuar an der Universität Oslo im Herbst 1945 wurde er Assistent von Ragnar Frisch am Institut für Sozialwirtschaft. Ab 1949 besuchte er als Rockefeller-Stipendiat führende Zentren für mathematische Statistik in den USA, was ihn zu seinem Dissertationsthema auf dem Gebiet der statistischen Entscheidungstheorie führte. 1952 wurde er promoviert. Im folgenden Jahr wurde er zum Professor für mathematische Statistik und Versicherungsmathematik am Fachbereich Mathematik der Universität Oslo ernannt. 1984 wurde er pensioniert. 
Als Statistiker sah er sich in erster Linie als Theoretiker, der Konzepte klärt und die Methodik für einzelne Anwendungen entwickelt. An der Universität Oslo modernisierte er die versicherungsmathematische Ausbildung und war maßgeblich an der Einrichtung eines Studiengangs für mathematische Statistik beteiligt.
1954 wurde er zum Mitglied der  Norwegischen Akademie der Wissenschaften gewählt. 1969 wurde er Fellow der American Statistical Association.

## Ehrungen
Seit 2009 wird von der Norwegischen Statistischen Vereinigung (Norsk statistisk forening) zweijährlich der Sverdrup-Preis (Sverdrup-prisen) für herausragende Arbeiten zur theoretischen und angewandten Statistik verliehen. Ein gesonderter Preis wird für junge Wissenschaftler, die nicht älter als 40 Jahre sind, vergeben.

## Schriften (Auswahl)
- E. Sverdrup: Basic concepts in life assurance mathematics. In: Scandinavian Actuarial Journal. Nr. 3–4, 1952, S. 115–131.
- E. Sverdrup: Estimates and test procedures in connection with stochastic models for deaths, recoveries and transfers between different states of health. In: Scandinavian Actuarial Journal. Nr. 3–4, 1965, S. 184–211, doi:10.1080/03461238.1965.10405687.
- E. Sverdrup: The Present State of the Decision Theory and the Neyman-Pearson Theory. In: Revue de l’Institut International de Statistique / Review of the International Statistical Institute. Band 34, Nr. 3, 1966, S. 309 – 333, doi:10.2307/1401252.
- E. Sverdrup: Significance Testing in Multiple Statistical Inference. In: Scandinavian Journal of Statistics. Band 3, Nr. 2, 1976, S. 73 – 78.